# Sheffield Tunes
Sheffield Tunes è un'etichetta discografica tedesca, una sublabel della Kontor Records, formata nel 2000 da H.P. Baxxter, Rick J. Jordan e Jens Thele. Il primo album pubblicato da Sheffield Tunes è stato Sheffield (pubblicato il 26 giugno 2000), e il primo singolo è stato "I'm Your Pusher", dei Scooter. Sheffield Tunes possiede anche i Sheffield Jumpers.

## Artisti
- Scooter
- Sheffield Jumpers